# Simon Martosatiman
Simon Martosatiman is een Surinaams politicus. Hij was van 7 februari 2011 tot 27 april 2012 minister van Ruimtelijke Ordening, Grond- en Bosbeheer.

## Biografie
Simon Martosatiman was in 2011 lid van de KTPI toen hij werd uitgekozen als de nieuwe minister van Ruimtelijke Ordening, Grond- en Bosbeheer. Hij volgde Martinus Sastroredjo (en waarnemer Hendrik Setrowidjojo) op.
Al in september 2011 werd zijn naam genoemd toen Bouterse klaagde over de kwaliteit van zijn ministersgroep. Daar doorheen speelde een scheuring in de KTPI, waarbij Oesman Wangsabesari de partij verliet en zijn zetel in De Nationale Assemblée (DNA) voor zichzelf hield. Eind april 2012 was het dan ook niet zijn functioneren dat president Bouterse ter discussie stelde, maar het feit dat KTPI niet meer vertegenwoordigd was in DNA. In het gesprek maakte Bouterse kenbaar dat Ginmardo Kromosoeto (NDP) zijn ministerschap over zou nemen. Willy Soemita, de leider van de KTPI, noemde Martosatiman het kind van de rekening; volgens hem had Wangsabesari minister willen worden, met het gevolg dat Martosatiman hem verloor ten gunste van een andere partij.